# Jean-Pierre Cantin
Jean-Pierre Cantin (Schefferville, 7 de diciembre de 1966) es un deportista canadiense que compitió en judo. Ganó dos medallas en los Juegos Panamericanos en los años 1991 y 1995, y tres medallas en el Campeonato Panamericano de Judo entre los años 1990 y 1996.

## Palmarés internacional
| Juegos Panamericanos    | Juegos Panamericanos      | Juegos Panamericanos | Juegos Panamericanos |
| Año                     | Lugar                     | Medalla              | Categoría            |
| ----------------------- | ------------------------- | -------------------- | -------------------- |
| 1991                    | La Habana (Cuba)          | Medalla de plata     | –65 kg               |
| 1995                    | Mar del Plata (Argentina) | Medalla de bronce    | –71 kg               |
| Campeonato Panamericano |                           |                      |                      |
| Año                     | Lugar                     | Medalla              | Categoría            |
| 1990                    | Caracas (Venezuela)       | Medalla de oro       | –65 kg               |
| 1994                    | Santiago de Chile (Chile) | Medalla de oro       | –71 kg               |
| 1996                    | San Juan (Puerto Rico)    | Medalla de bronce    | –71 kg               |